# Сейка (Росія)
Се́йка (рос. Сё́йка) — село в Чойському районі Республіки Алтай. Віддалено від залізниці на 200 км. Найближче місто — Горно-Алтайськ. Абсолютна висота — 650 м над рівнем морю.
Утворено в 1907 р.
У селі розташовано два крупні підприємства Республіки Алтай: ВАТ «Копальня „Веселий“» і МКК «Сейка».